# العودة والاسترداد والتأهيل
العودة والاسترداد والتأهيل هي جماعة مقاتلة في الجزء الشمالي الغربي من جمهورية أفريقيا الوسطى.

## تاريخ
تأسست في 2015 لحماية الرعاة الفولانيين من هجمات بعض الجماعات الأخرى. في 27 سبتمبر 2016 سيطرت على بلدة كوي، وفي 23 سبتمبر 2016 سيطرت على بوكارانغا قبل تسليمها للجيش الجمهوري.
في أكتوبر 2022 ، أصدرت المحكمة الجنائية الخاصة بجمهورية إفريقيا الوسطى أول حكم لها. هذه المحكمة ، التي تعمل منذ عام 2018 وتمنح صلاحيات لمحاكمة الجرائم المرتكبة منذ عام 2003 ، حكمت بالتالي على ثلاثة أعضاء من المجموعة المسلحة 3R متهمين بارتكاب مذبحة في عام 2019 راح ضحيتها 46 مدنيا في قرى شمال غرب جمهورية أفريقيا الوسطى.